# Thiireen
Thiireen is een heterocyclische organische verbinding met als brutoformule C2H2S. De structuur is afgeleid van thiiraan, maar nu is er een dubbele binding aanwezig. Dat zorgt ervoor dat de verbinding een zeer grote ringspanning heeft. Thiireen behoort tot de stofklasse der verzadigde episulfiden.